# Bob la Jocurile Olimpice de iarnă din 2022 - Dublu (feminin)
Proba de bob dublu feminin de la Jocurile Olimpice de iarnă din 2022 de la Beijing, China a avut loc în perioada 18-19 februarie 2022.

## Program
Orele sunt orele Chinei (ora României + 6 ore).
| Data         | Ora   | Runda                                    |
| ------------ | ----- | ---------------------------------------- |
| 18 februarie | 20:00 | Dublu feminin Runda 1 și runda a 2-a     |
| 19 februarie | 20:00 | Dublu feminin Runda a 3-a și runda a 4-a |

## Rezultate
| Loc | Nr. de concurs | Sportive                              | Țară                       | Manșa 1    | Loc | Manșa 2    | Loc | Manșa 3    | Loc | Manșa 4 | Loc | Total   | Diferență |
| --- | -------------- | ------------------------------------- | -------------------------- | ---------- | --- | ---------- | --- | ---------- | --- | ------- | --- | ------- | --------- |
| 1   | 4              | Laura Nolte Deborah Levi              | Germania                   | 1:01,04 TR | 1   | 1:01,01 TR | 1   | 1:00,70 TR | 1   | 1:01,21 | 2   | 4:03,96 | —         |
| 2   | 9              | Mariama Jamanka Alexandra Burghardt   | Germania                   | 1:01,10    | 2   | 1:01,45    | 2   | 1:00,98    | 2   | 1:01,20 | 1   | 4:04,73 | +0,77     |
| 3   | 8              | Elana Meyers Taylor Sylvia Hoffman    | Statele Unite ale Americii | 1:01,26    | 3   | 1:01,53    | 3   | 1:01,13    | 3   | 1:01,56 | 3   | 4:05,48 | +1,52     |
| 4   | 5              | Kim Kalicki Lisa Buckwitz             | Germania                   | 1:01,61    | 6   | 1:01,78    | 5   | 1:01,30    | 4   | 1:01,59 | 5   | 4:06,28 | +2,32     |
| 5   | 6              | Christine de Bruin Kristen Bujnowski  | Canada                     | 1:01,45    | 5   | 1:01,76    | 4   | 1:01,43    | 5   | 1:01,73 | 6   | 4:06,37 | +2,41     |
| 6   | 11             | Melanie Hasler Nadja Pasternack       | Elveția                    | 1:01,65    | 7   | 1:01,85    | 6   | 1:01,77    | 7   | 1:01,56 | 3   | 4:06,83 | +2,87     |
| 7   | 7              | Kaillie Humphries Kaysha Love         | Statele Unite ale Americii | 1:01,41    | 4   | 1:01,97    | 9   | 1:01,75    | 6   | 1:01,91 | 8   | 4:07,04 | +3.08     |
| 8   | 13             | Cynthia Appiah Dawn Richardson Wilson | Canada                     | 1:01,75    | 8   | 1:01,89    | 7   | 1:01,95    | 10  | 1:01,93 | 9   | 4:07,52 | +3,56     |
| 9   | 10             | Nadezhda Sergeeva Yulia Belomestnykh  | COR                        | 1:02,04    | 16  | 1:01,90    | 8   | 1:02,34    | 18  | 1:01,83 | 7   | 4:08,11 | +4,15     |
| 10  | 16             | Katrin Beierl Jennifer Onasanya       | Austria                    | 1:01,91    | 13  | 1:02,12    | 12  | 1:01,89    | 9   | 1:02,32 | 16  | 4:08,24 | +4,28     |
| 11  | 1              | Huai Mingming Wang Xuan               | China                      | 1:01,88    | 11  | 1:02,17    | 14  | 1:02,11    | 12  | 1:02,10 | 12  | 4:08,26 | +4,30     |
| 12  | 12             | Melissa Lotholz Sara Villani          | Canada                     | 1:02,12    | 18  | 1:02,09    | 10  | 1:01,85    | 8   | 1:02,31 | 15  | 4:08,37 | +4,41     |
| 13  | 3              | Margot Boch Carla Sénéchal            | Franța                     | 1:01,90    | 12  | 1:02,32    | 17  | 1:02,20    | 15  | 1:01,97 | 10  | 4:08,39 | +4,43     |
| 14  | 15             | Ying Qing Du Jiani                    | China                      | 1:01,92    | 14  | 1:02,19    | 15  | 1:02,29    | 17  | 1:02,09 | 11  | 4:08,49 | +4,53     |
| 15  | 20             | An Vannieuwenhuyse Sara Aerts         | Belgia                     | 1:02,08    | 17  | 1:02,12    | 12  | 1:02,11    | 12  | 1:02,27 | 14  | 4:08,58 | +4,62     |
| 16  | 19             | Breeana Walker Kiara Reddingius       | Australia                  | 1:01,98    | 15  | 1:02,11    | 11  | 1:02,04    | 11  | 1:02,51 | 20  | 4:08,64 | +4,68     |
| 17  | 18             | Mica McNeill Montell Douglas          | Marea Britanie             | 1:02,19    | 19  | 1:02,35    | 18  | 1:02,17    | 14  | 1:02,14 | 13  | 4:08,85 | +4,89     |
| 18  | 14             | Andreea Grecu Katharina Wick          | România                    | 1:01,82    | 9   | 1:02,47    | 20  | 1:02,25    | 16  | 1:02,44 | 18  | 4:08,98 | +5,02     |
| 19  | 2              | Anastasiia Makarova Elena Mamedova    | COR                        | 1:01,83    | 10  | 1:02,29    | 16  | 1:02,48    | 20  | 1:02,49 | 19  | 4:09,09 | +5,13     |
| 20  | 17             | Martina Fontanive Irina Strebel       | Elveția                    | 1:02,48    | 20  | 1:02,35    | 18  | 1:02,35    | 19  | 1:02,41 | 17  | 4:09,59 | +5,63     |